# Скудне
Ску́дне — село Комарської сільської громади Волноваського району Донецької області, Україна.

## Загальні відомості
Село розташоване на лівому березі р. Мокрі Яли. Відстань до Великої Новосілки становить близько 11 км і проходить автошляхом місцевого значення.

## Населення
За даними перепису 2001 року населення села становило 96 осіб, із них 90,63 % зазначили рідною мову українську та 9,38 % — російську.